# Yoshimasa Suda
Yoshimasa Suda (須田 芳正 Suda Yoshimasa?), född 22 augusti 1967 i Tokyo prefektur, är en japansk tidigare fotbollsspelare.
Suda började sin karriär 1990 i Tokyo Gas. Efter Tokyo Gas spelade han för Urawa Reds och Kofu SC. Han avslutade karriären 1994.